# Аманда (ураган, 2014)
Ураган «Аманда» (англ. Hurricane Amanda) —  потужний тропічний циклон на сході Тихого океану, коли-небудь зафіксований у травні.  Перший названий шторм, ураган, та перший великий ураган у Тихому океані 2014 році.
Тропічний циклон не впливав безпосередньо на сушу, проте мав непрямий вплив уздовж узбережжя Мексики. Проливні дощі спричинили повені в містах Герреро та Мансанільо що у Мексиці, внаслідок чого загинули 2 людини. Третя людина загинула в Акапулько коли дерево впало на машину. На узбережжі Мексики також повідомлялося про зсуви грунту та сильний прибій, що спричинило незначні збитки.

## Метеорологічна історія

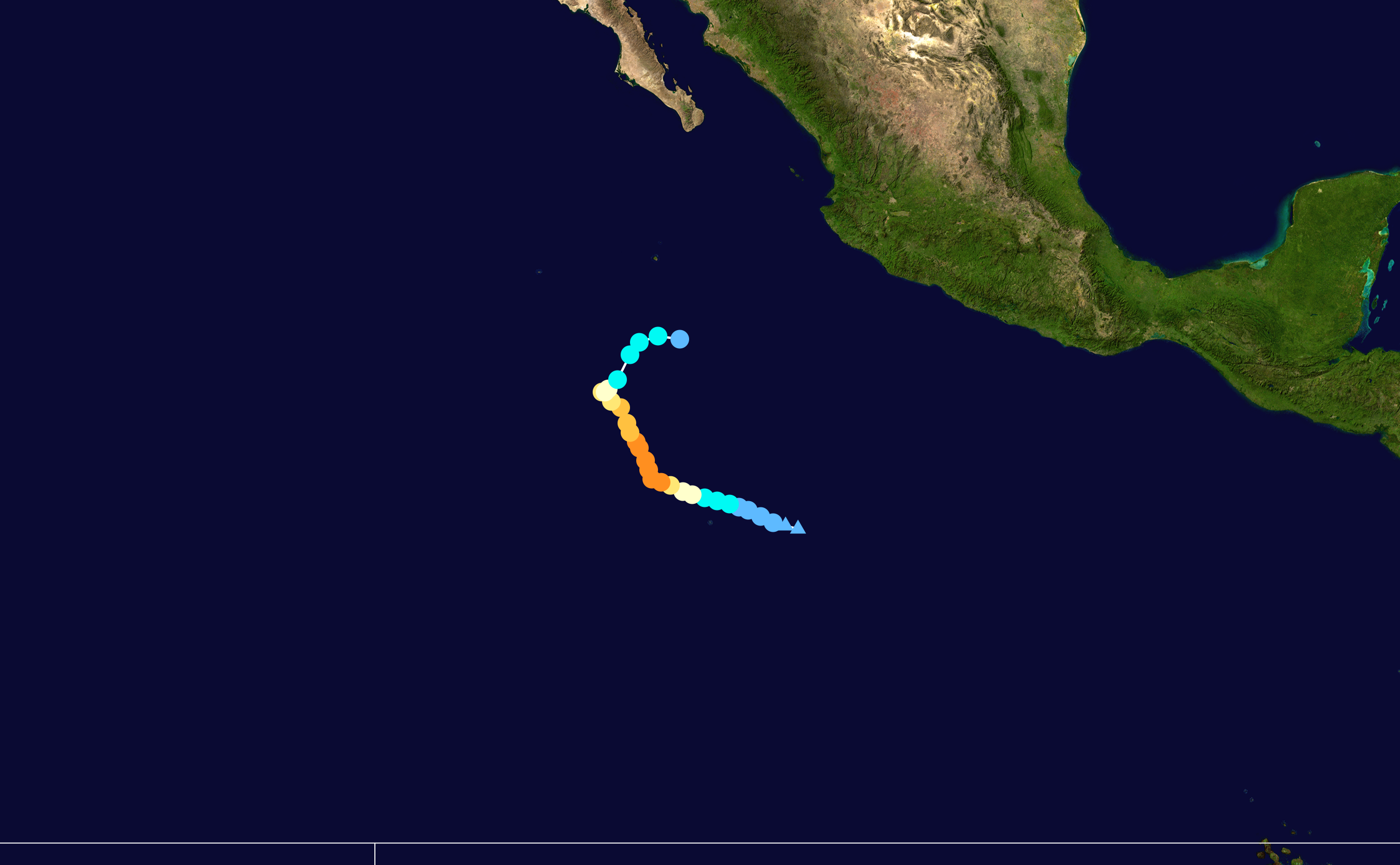
Карта шляху і інтенсивности Урагану Аманда за шкалою Саффіра–Сімпсона

16 травня в східній частині Тихого океану виникла тропічна хвиля. Рухаючись на захід, хвиля мало змінилася в організації до 19 травня, коли зона низького тиску утворилась приблизно на 805 км на південь від Акапулько.  Система не змогла далі організуватись протягом наступних двох днів, коли вона продовжувала рухатись  на захід. Однак 22 травня дані скаттерометра почали вказувати на те, що система стає більш чітко визначеною, глибока конвекція зберігається поблизу центру, який стає краще організованим.  На основі цих даних Національний центр ураганів позичив зону Тропічна депресія One-E о 18:00 UTC того дня, коли він знаходився приблизно на 890 км на південний захід від Мансанілло, Мексика, хоча це було оперативно класифіковано лише через три години. Депресія поступово організовувалася, і врешті-решт було, присвоєно ім'я Аманда.
Аманда повільно рухалася на захід проти південної периферії хребта. Синоптики Національного центру ураганів прогнозували, що Аманда може швидко посилитися, маючи дуже теплу температуру поверхні моря близько 30 ° C (86 ° F), вологе середовище та слабкий зсув вітру. Дійсно, тоді Аманда розпочала період швидкої інтенсифікації пізно 23 травня, перетворившись на ураган. Центральна щільна хмарність (CDO) продовжували ставати краще організованими, а око було помічено на супутникових знімаках. Індекс швидкого посилення статистичної схеми прогнозування інтенсивності ураганів (SHIPS) передбачав 60-відсотковий шанс, що швидкість вітру Аманди збільшиться на 72 милі / год за 24 години, що було приблизно в 15 разів вище середньої можливості. Маленьке око циклону продовжувало швидко очищатися, і Аманда стала великим ураганом що зробило його другим за раннім штормом у зоні відповідальності Національного центру ураганів . Швидке посилення врешті-решт вирівнялось, коли Аманда досягла піку інтенсивності як ураган 4 категорії за шкалою Саффіра – Сімпсона. Вітри оцінювали в 155 миль/год (250 км/год), а мінімальний тиск - 932 мбар (гПа; 27,52 дюйма рт. Ст.).
Оскільки Аманда повільно рухалася майже на тих самих ділянках, що й раніше, ураган почав піднімати води знизу, а температура поверхні моря знижувалася під ним на 6°C.  Аманда підтримувала свою пікову інтенсивність протягом 6 годин, перш ніж вона почала слабшати через підняті води. Однак почалася більш швидка фаза ослаблення через збільшення зсуву вітру та зниження температури поверхні моря менше ніж 24 ° C (75 ° F). До 27 травня Аманда впала нижче інтенсивності урагану, і, незважаючи на незначну перебудову, Аманда продовжувала швидко слабшати через сухе повітря, перетворюючись на тропічний шторм 28 травня.

## Підготовка та наслідки
Під час очікування сильних дощів та зсувів, для Герреро було оголошено попередження.  Було оголошено попередження і Мансанілло. Тридцять чотири притулки відкрилися в Мічоакані, тоді як 80 - у Герреро.  У Герреро пройшли сильні дощі, наслідком яких сталася повінь.
Річка біля Коюка-де-Бенітес розлилася по берегах. Три дерева було повалено, а транспортний засіб в Акапулько знищено.  В усьому штаті одна людина загинула, коли дерево, що впало на дорогу, призвело до летальної аварії. У Колімі відбулися незначні зсуви, що призвело до закриття Федеральної магістралі 200. В штаті Мічоакан великі хвилі та сильні дощі в результаті чого загинули двоє. У Зітакуаро було знищено кілька доріг.
25 травня Аманда стала другим раннім великим ураганом у Східній частині Тихого океану, за ураганом "Бад" 2012 року. Пізніше того ж дня він також став найсильнішим травневим тропічним циклоном у басейні Східної частини Тихого океану в епоху супутників, перевершивши попередній рекорд, встановлений ураганом Адольф у 2001 році , що мав пікові вітри 145 км/год (230 км/год).